# Brutteich und Brutwiesen bei Neuhaus a.d. Eger
Das Naturschutzgebiet Brutteich und Brutwiesen bei Neuhaus a.d. Eger liegt auf dem Gebiet der Stadt Hohenberg an der Eger im Landkreis Wunsiedel im Fichtelgebirge in Oberfranken.
Das 9,2 Hektar große Gebiet mit der Nr. NSG-00478.01, das im Jahr 1984 unter Naturschutz gestellt wurde, erstreckt sich westlich von Neuhaus an der Eger, einem Gemeindeteil von Hohenberg an der Eger. Unweit östlich fließt der Steinbach, östlich verläuft die Staatsstraße 2180.
Nördlich erstreckt sich das 263,45 Hektar große Naturschutzgebiet Egertal bei Neuhaus, westlich verläuft die Bundesautobahn 93.
Bei dem Naturschutzgebiet handelt es sich um einen naturnahen Teich mit ausgedehnten Verlandungszonen und umgebenden Gehölz- und Wiesenbereichen.